# Potrerillos (Chiriquí)
Potrerillos Arriba es un corregimiento del distrito de Dolega en la provincia de Chiriquí, República de Panamá. La ciudad tiene 1.562 habitantes (2010).
El nombre de "Potrerillos" se deriva de los numerosos potreros o sabanas naturales, delimitadas por muros de piedra construidos por los indígenas con piedras de la erupción volcánica hace varios siglos, y como quedaban abundantes potreros pequeños, se le llamó "POTRERILLOS". Las paredes fueron construidas a través del trabajo forzado bajo la dirección de los colonos españoles para formar pasturas para el ganado de estos. La zona de Potrerillos se divide en dos ciudades, Potrerillos Arriba y Potrerillos Abajo, que significa "superior" e "inferior", respectivamente. Ambas ciudades pertenecen al Distrito de Dolega, Provincia de Chiriquí. Potrerillos se encuentran cerca de la ciudad de David a tan solo 15 minutos y cercanía geográfica al volcán Barú, sin embargo más de una hora de este.